# 星點凹鰭胎䲁
星點凹鰭胎䲁（學名：Blennioclinus stella），為輻鰭魚綱䲁形目胎䲁科凹鰭胎䲁屬的一個種，分布於西印度洋及東南大西洋南非德班至阿爾哥亞灣，延伸至齊齊卡馬國家公園海域，深度0至10公尺，本魚體延長，頭短，前部輪廓嘴與眼之間的頭部前部幾乎是垂直，但在眼睛後面變為幾乎水平的，第三和第四背鰭棘之間的間隙比其他之間的間隙更寬，並有一個深凹口形成背脊，背棘的高度朝尾部逐漸降低，在背鰭硬棘和軟條之間形成一個深凹口，前三根背棘的頂端有成簇的觸鬚，胸鰭圓形，尾柄短，沒有眶上觸鬚，前鼻孔上的觸鬚細長，基部狹窄，尖端擴大且呈深鋸齒狀，身體顏色有棕色、紅色和橙色斑點，或綠色，頭部有3條窄條，還有一條穿過眼睛到臉頰，身上有8至10條縱紋，延伸至背鰭，有時側邊會有彩虹色的銀色斑塊，背鰭硬棘24-28枚、背鰭軟條6-7枚、臀鰭硬棘2枚、臀鰭軟條19-21枚，體長可達5公分，棲息在潮間帶，雌魚產附著性卵，雄魚會守護卵，幼魚為浮游性，生活習性不明。